# Rhinoplastika

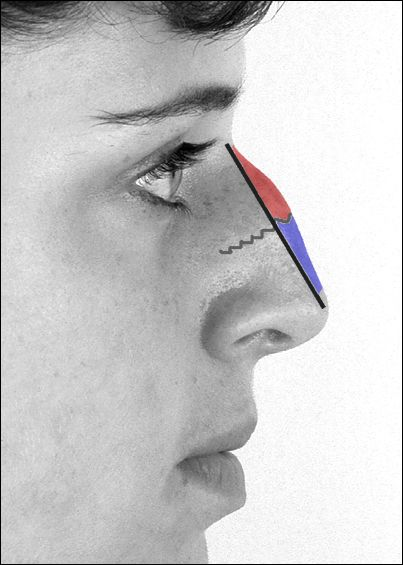
Rhinoplastika hrbu nosu, tzv. tvrdého nosu

Rhinoplastika neboli operace nosu je jedním z nejčastěji požadovaných plastických zákroků. Touto operací lze zvětšit nebo zmenšit nos, upravit tvar nosu či dokonce změnit rozpětí nosních dírek.

## Před operací
Prvním krokem je konzultace s lékařem na které se domluví vše potřebné. Pacient sdělí, co od operace očekáváte a lékař vyjmenuje všechny možnosti operace. Zároveň je třeba lékaře seznámit se všemi předchozími operacemi nosu, utrpěnými zraněními.

## Operace
Samotná operace se provádí v celkové anestézii, stejně jako většina všech podobných zákroků. Pouze v místním znecitlivění lze provádět menší korekce, převážně špičky nosu. Zákrok se provádí zevnitř, kdy řez je umístěn uvnitř nosu, aby na povrchu nezůstala jizva. Dá se samozřejmě operovat i tzv. otevřenou metodou, i tak bývá výsledná jizva velice nepatrná a dá se velice snadno kosmeticky zamaskovat.
Při operaci se uvolní kůže z nosu, upraví se chrupavky, odstraní nosní hrbol a nos se celkově zúží (pokud si to pacient přeje). Nos se zafixuje náplastí a sádrou a do nosních dírek se vloží tampónky. Délka zákroku je cca 2 hodiny.

## Rekonvalescence
Sádru, která se dává při operaci, je třeba mít cca 2 týdny. Po operaci se vyskytnou pravděpodobně otoky, které lze zmenšovat chlazením. Menší otoky mohou trvat i několik měsíců po operaci.
Návrat do normálního života je zhruba po 14 dnech od operace. S fyzickou námahou je lepší počkat tak 3 – 4 týdny od zákroku.